# 47-es, 48-as, 49-es és 67-es pártok
A 48-as és a 67-es jelzők a két fő politikai irányzatot takarták a teljes dualizmus-kori Magyarországon, míg a 47-es és a 49-es két rövidebb ideig létezett politikai irányzat volt, amik a kiegyezés (1867) után vagy elhaltak, vagy beolvadtak az előbbi kettő egyikébe. A számok mindegyike egy-egy évszám rövidítése, amik az abban az évben elért vívmányokat, eredményeket és politikai állapotokat kívánó politikai irányzatokat jelölték.

## Leírásuk

### Az osztrák-magyar kiegyezés előtt (1849-1867)
A 48-asok az 1848–49-es forradalom és szabadságharc célkitűzéseit, eredményeit és eszményeit kívánták megvalósítani az áprilisi törvények alapján, annak maradéktalan teljesülését követelve, vagyis az 1848-ban született politikai eredményeket és kívánalmakat szerették volna elérni lehetőleg tárgyalásos úton, amint azt Deák Ferenc, a nézet egyik vezető politikusa a Pesti Naplóban közölt „húsvéti cikkében” kifejtette. Az 1861-es országgyűlésen a Felirati Párt, az 1865-ösön pedig a Deák-párt képviselte az irányzatot.
Kossuth Lajos hívei voltak a 49-esek, akik értelemszerűen az 1849-es állapotokat szerették volna elérni, azaz a Habsburg-ház trónfosztását, Magyarország köztársasággá alakítását (vagy magyar király választását), illetve függetlenségét kívánták, vagyis a korban radikálisnak számítottak. 1861-ben Teleki László és a Határozati Párt képviselte ezt a nézetet, majd 1865-ben a Balközép Párt egy része, de különösen a Szélsőbal nevű szárnya. A legradikálisabbak mind ebben a platformban tömörültek.
A 47-esek a fentiekkel szemben az 1847-es, tehát a szabadságharc előtti állapotokat kívánták visszaállítani. Őket ókonzervatívoknak is hívták olykor és noha az udvarhoz ők álltak mindenkor a legközelebb, még az ő elképzeléseik Magyarország önkormányzatiságának mértékéről és hogyanjáról is túl soknak számítottak a bécsi udvar számára. Neves ókonzervatív volt például Jósika Sámuel, vagy Dessewffy Emil, akik mind a Konzervatív Pártban tevékenykedtek még a forradalom előtt, vagy alatt. Rájuk Széchenyi István volt a legnagyobb hatással (Jósika és Széchenyi közeli barátok is voltak). Ők a 48-asokhoz álltak közelebb, például Dessewffy is a Felirati Pártban fejtette ki nézeteit 1865-ben.

### Az osztrák-magyar kiegyezés (1867) után
1867 elején Deák Ferenc és köre (a Deák Párt) közel két évnyi tárgyalás után Ausztria sorozatos katonai és nemzetközi politikai kudarcait kihasználva kieszközölte Ausztria és Magyarország egymáshoz való viszonyának rendezését és Magyarország ezen belüli lehető legnagyobb fokú önállóságát, cserébe bizonyos 48-as követelések feladásáért, vagy csak részleges teljesüléséért, illetve a passzív rezisztencia felhagyásáért. A kiegyezés az addigi 47-es, 48-as és 49-es felosztást értelmetlenné tette, amik ennek fényében újraszerveződtek egy kiegyezés-párti, azaz 67-es és egy azt elutasító, azaz 48-as irányzatra. A 67-esek kerültek a jobboldalra, az „új 48-asok” pedig a baloldalra.
A kiegyezés utáni első, 1869-es választásokon a Deák-pártiak nyertek, ahogy a soron következő 1872-es választásokon is. A Deák Párt 1875. március 1-jén egyesült az addig ellenzéki, de 67-es alapokon álló Balközép Párttal és megalakították a Szabadelvű Pártot, ami az 1905-ös bukásáig minden választást fölényesen megnyert. A bukásából eredő súlyos belpolitikai válság során az 1906-os választások előtt két héttel jogutód nélkül meg is szűnt, hogy a 67-es irányzat a soron következő 1910-es választásokon aztán Nemzeti Munkapárt néven visszatérjen és egészen a monarchia bukásáig kormányozza az országot. A kiegyezés-párti ellenzék leginkább a mindenkori szabadelvű vezetés aktuális ellenzéke volt, ami annak változásával együtt vált ki, vagy olvadt be a kormánypártba.
Az „új” negyvennyolcasok közt voltak korábbi 47-esek, 49-esek, illetve olyan korábbi 48-asok is, akik nem értettek egyet Deák valamely egyezségével, döntésével. Mivel az új 48-asokat a kiegyezés elutasításán kívül más nem nagyon kötötte össze, tagolódásuk borítékolható volt. A legradikálisabbak az Országos 1848-as Pártban gyülekeztek, míg a mérsékeltebbek a Balközép Pártban. Mikor a Deák Párt és a Balközép közeledni kezdett egymáshoz, előbb az Elvhű Balközép, majd a Függetlenségi Párt vált ki a Balközépből. Az Elvhűek és az 1848-asok 1874-ben egyesültek Negyvennyolcas Függetlenségi Párt néven. Ezután tíz éven át a Függetlenségi, illetve a 48-as Függetlenségi Párt volt az irányzatot képviselő két legnagyobb párt Mocsáry Lajos, illetve Irányi Dániel vezetésével. Ezek 1884-ben Függetlenségi és Negyvennyolcas Párt néven egyesültek, ami ezzel a dualizmus legnagyobb ellenzéki és egyben legnagyobb 48-as pártjává vált. A párt többször is szétesett és újraegyesült (olykor alig követhetően) egészen a monarchia bukásáig, de a kiegyezés ellenzéke hatalomra csak egyszer, 1906 és 1910 között jutott és akkor is csak erősen korlátozva. A 48-as pártok előszeretettel vették fel nevükbe is a „48-as” jelzőt, s leginkább a baloldalhoz sorolták őket.